# Samuel Prescott Bush
Pour les articles homonymes, voir Bush.
Pour les autres membres de la famille, voir Famille Bush.
Samuel Prescott Bush, né le 4 octobre 1863 dans le comté d'Essex et mort le 8 février 1948 à Columbus, est un industriel américain.
Il est le patriarche de la famille Bush connue pour son engagement politique : il est le père du sénateur américain Prescott Bush, le grand-père de l'ancien président américain George H. W. Bush et l'arrière-grand-père de l'ancien président américain George W. Bush.